# Onthophagus tapirus
Onthophagus tapirus es una especie de insecto del género Onthophagus, familia Scarabaeidae, orden Coleoptera.
Fue descrita científicamente por Sharp en 1877.